# 멍거불루
나라 멍거불루(만주어: ᠨᠠᡵᠠ
ᠮᡝᠩᡤᡝᠪᡠᠯᡠ Nara Menggebulu, 한국 한자: 那拉 孟格布錄 납란 맹격포록, 1565년 ~ 1600년)는 16세기 해서여진 하다부(Hada aiman, 哈達部) 버일러(추장)이고 호륜국의 만한이다. 왕타이의 아들이고 우르구다이의 아버지다.
1582년 왕타이가 죽고 장자 후르간이 한이 되었으나 1년도 못 되어 죽고 동생인 멍거불루가 한이 되었다.
1593년, 건주여진의 누르하치가 힘을 키우기 시작하자 여허와 하다가 동맹을 맺고 구러산 전투에서 건주여진의 팔기군과 맞붙었으나 패배하고 멍거불루는 달아났다.
1599년 가을, 여허 버일러 나림불루가 배신하고 하타를 공격하자 멍거불루는 누르하치에게 아들 셋을 볼모로 보내고 지원을 구걸하였다. 누르하치는 피옹돈과 가그아이에게 병사 2천을 딸려 보내 하타를 돕게 했다. 나림불루는 누르하치를 두려워해 명나라 사신 편으로 서신을 보내 멍거불루에게 내통을 제안했고, 멍거불루는 승낙했다. 그러나 기밀이 누설되어 9월 누르하치가 하타를 쳤고, 멍거불루는 만주정황기 사람 수무루 양굴리에게 생포되었다. 누르하치는 담비 가죽 모자와 표범 모피를 받고 멍거불루를 살려두고 동맹을 제안하였으나, 얼마 뒤 멍거불루가 누르하치 암살 음모를 꾸몄고, 끝내 단죄되어 죽었다.